# 湊川商店街

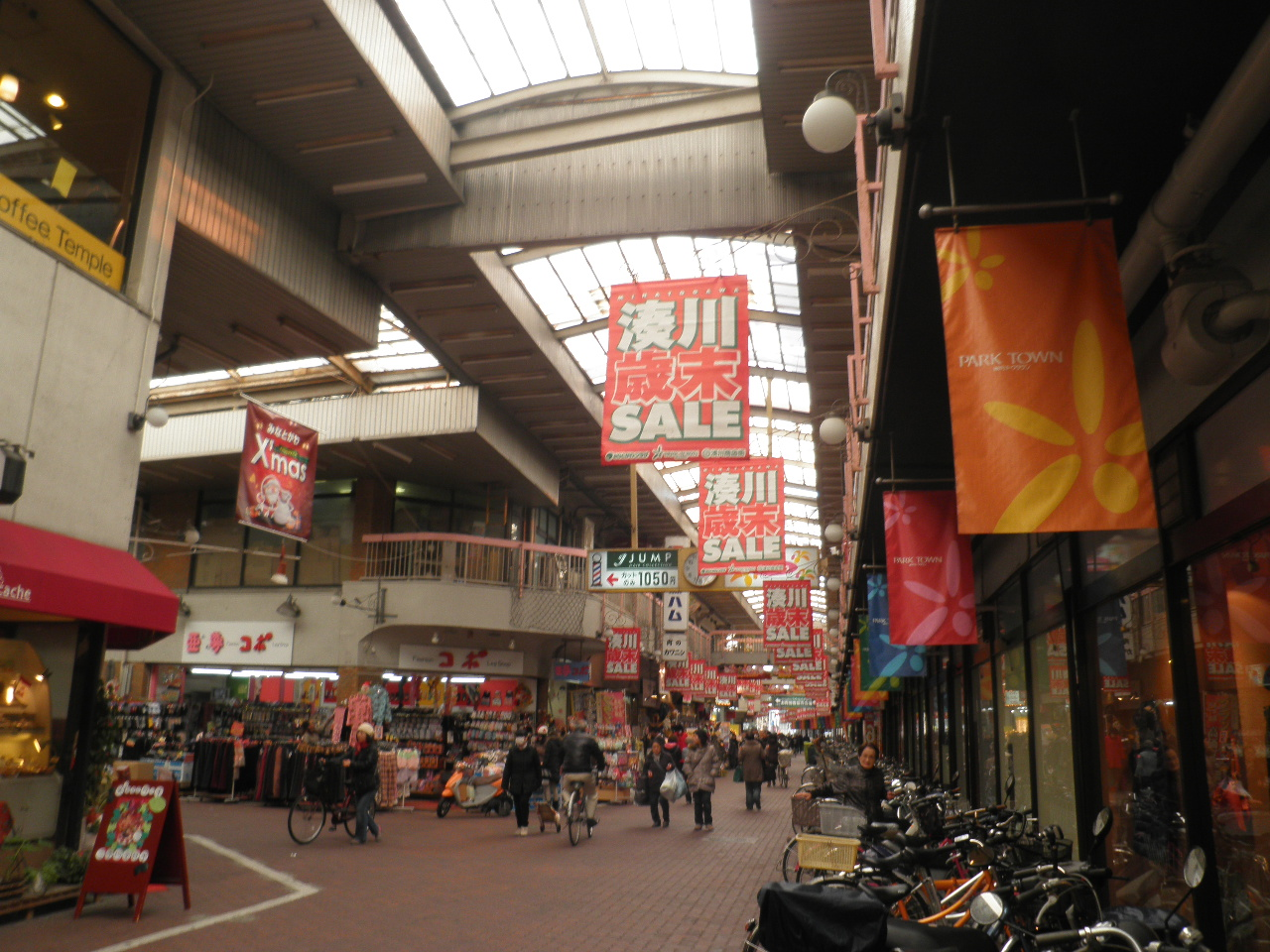
湊川商店街

湊川商店街（みなとがわしょうてんがい）は、兵庫県神戸市兵庫区の商店街。周囲1キロに渡って展開され「神戸の台所」と呼ばれる『神戸新鮮市場（「マルシン」「東山商店街」「ハートフル湊川」「ミナイチ」「湊川商店街」の5単組総称。）』の南玄関に位置する。
パークタウン、中の筋商店街、湊川センタープラザ、湊川プラザにより構成されている。

## 概要
山手幹線から北側に伸びている商店街で湊川公園の東側に存在する。

## 歴史
1970年代に再開発が行われその際にアーケードの位置が高くなったほか、みなとがわ・プラザや湊川パークタウンなどの施設が開業した。

## 施設

### みなとがわ・プラザ
1975年の再開発で誕生した複合商業施設。中核店舗はダイエー湊川店。地下1階地上4階まで売り場で上層階は住宅になってる。

### 湊川パークタウン
1970年代の再開発で誕生した複合商業施設で湊川公園真下に存在する。

### ハートフル湊川
阪神・淡路大震災後の再開発で誕生した施設。上層階にUR賃貸住宅が入居している。

## 最寄り駅
- 神戸電鉄湊川駅 徒歩すぐ
- 神戸市営地下鉄 湊川公園駅 徒歩すぐ